# Dmitrij Iłowajski

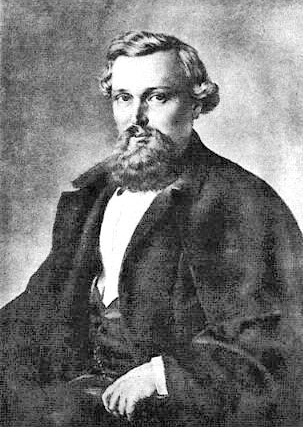
Dmitrij Iłowajski

Dmitrij Iwanowicz Iłowajski  (ros. Дмитрий Иванович Иловайский) (ur. 11 lutego 1832 w Ranienburgu, zm. 15 lutego 1920 w Moskwie) – historyk rosyjski, autor podręczników dla szkół średnich i podstawowych, obowiązujących w Królestwie Polskim, które – fałszując historię Polski – używane były jako narzędzie rusyfikacji.